# Сім'я в стародавньому Римі

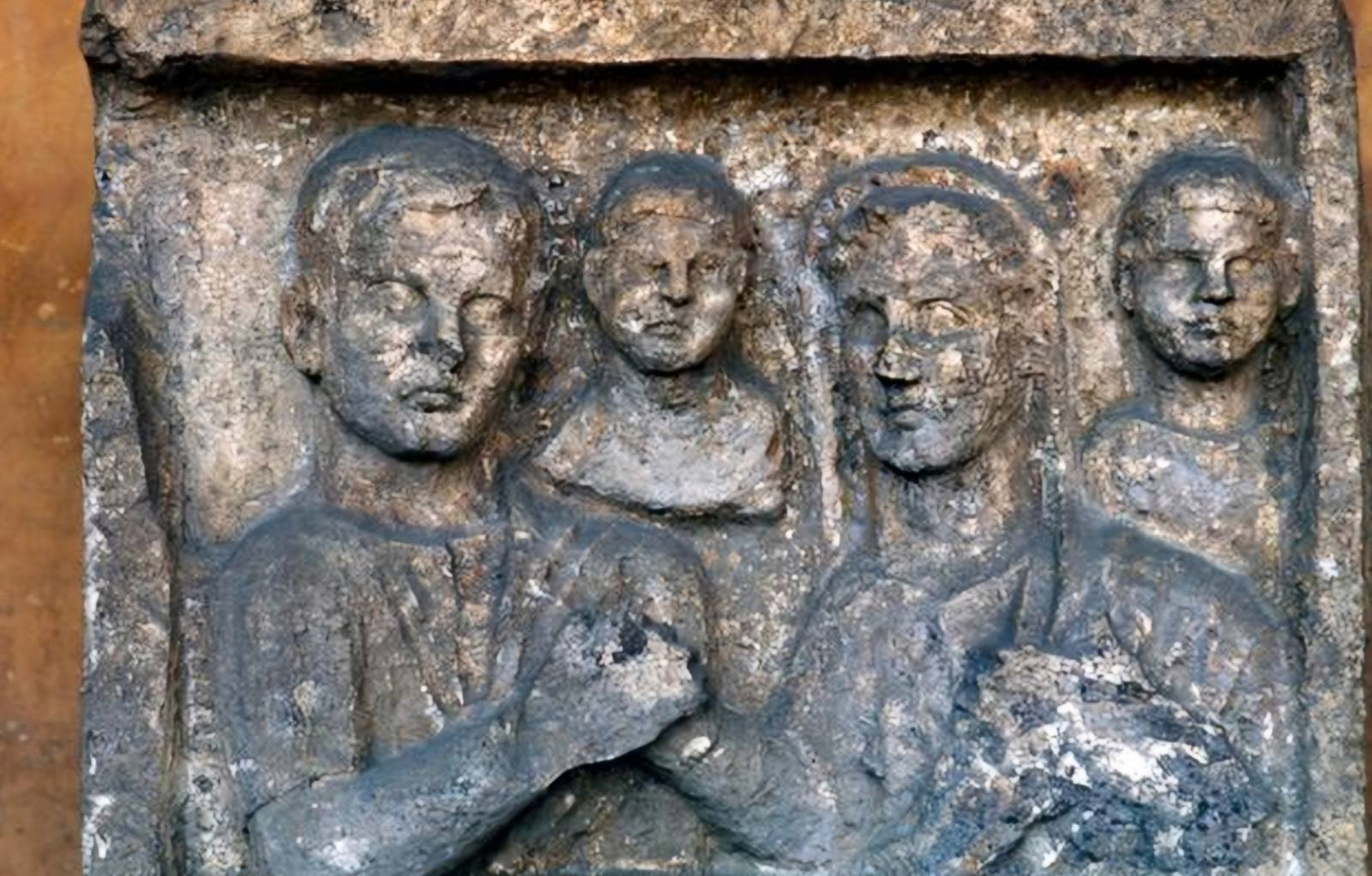
Римська сім'я на могильній плиті. Виконавець невідомий.

Давньоримська сім'я була складною соціальною структурою, яка була основою римської держави. Давні римляни використовували кілька слів для опису сім'ї: «familia» коли говорилося про саму сім'ю: жінка, батько та діти. А «domus» включав всіх мешканців домогосподарства, як-от годувальниць чи рабів. Також типи взаємодії між різними членами сім'ї були продиктовані патріархальними традиціями та соціальними ролями, які виконував кожен член сім'ї не одне покоління. Структура давньоримської сім'ї постійно змінювалася внаслідок низької тривалості життя, а також через шлюби, розлучення та усиновлення.

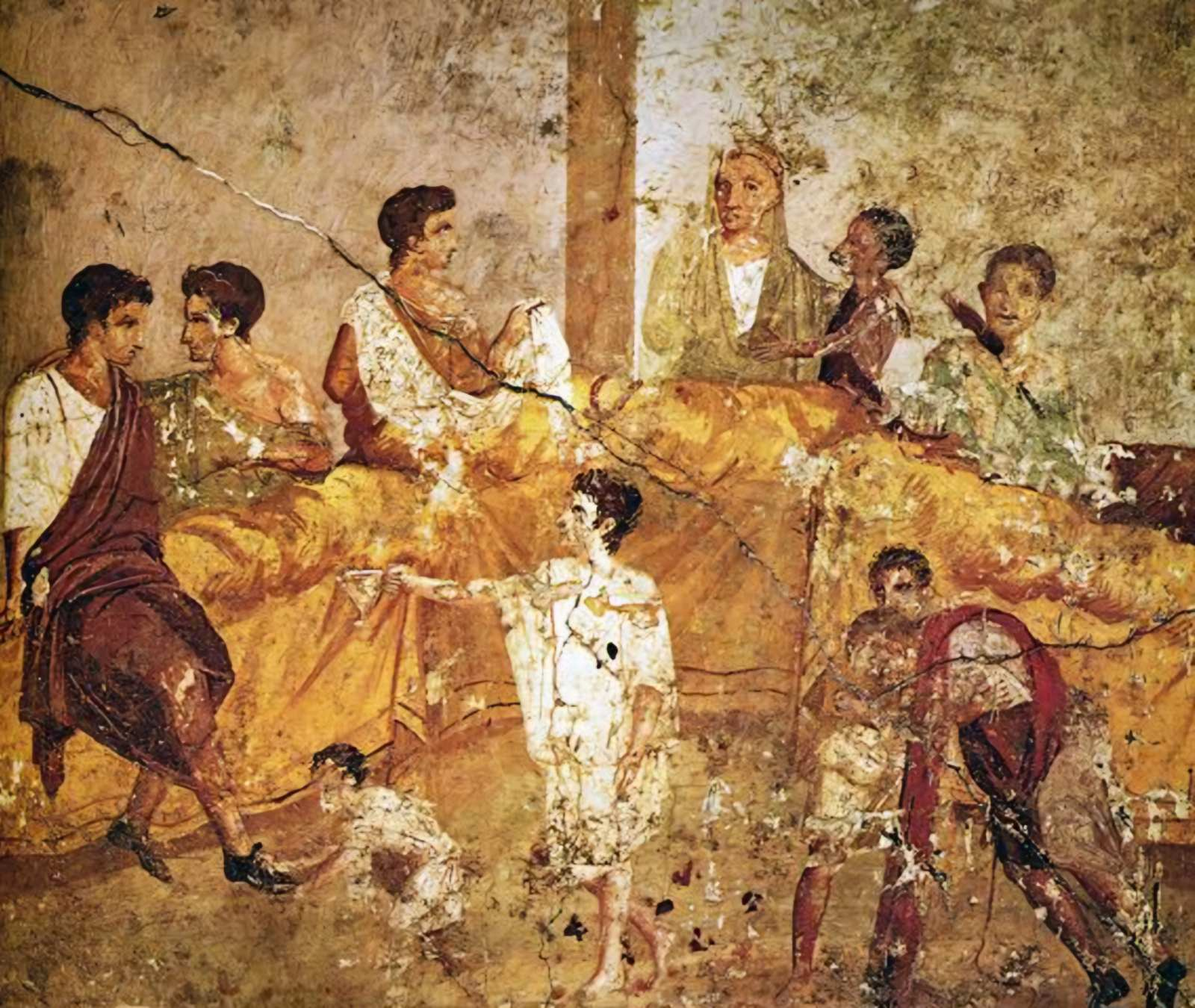
Римська фреска, яка показує сімейний бенкет в Помпеї. 79 р. н. е.

## Батько
У Стародавньому Римі батько стояв на чолі сім'ї. Система сімейних відносин була така: всі його діти є частиною його сім'ї, так само як і діти його синів. Але діти його дочок ставали частиною сім'ї свого батька. На чолі всієї сім'ї стояв найстарший живий чоловік у родині. Якщо у нього були живі сини, навіть дорослі чоловіки з власними сім'ями все одно залишалися під владою найстаршого чоловіка в сім'ї.:17 Тому у стародавньому Римі чоловіки були наділені майже безмежною владою над своєю сім'єю, особливо над дітьми. Батьківська влада давала йому юридичні права над дітьми до моменту його смерті або до моменту емансипації дітей:36. Ці повноваження включали право укладати шлюби або примушувати до розлучення, виставляти напоказ новонароджену дитину, а якщо чоловік не бажав дитину, міг відмовитися від неї, продати або вбити:17. Попри те, що батько мав ці законні права, це не означало, що такі дії були поширеними. Батьки хотіли, щоб їхні діти були спадкоємцями для продовження їхнього роду. Стародавні римляни вважали, що традиції повного домінування батька були вперше продиктовані  Ромулом, засновником і першим царем Риму. Юридично, якщо дитина не поділяла громадянство батька, вона не перебувала під його владою.

## Мати
Жінка у Стародавньому Римі мала тільки одне соціальне завдання, це стати дружиною та матір'ю. Незважаючи на важливість мам в сімейній структурі як матері дітей, вона не мала юридичного контролю над своїми дітьми.:20 Приклади стосунків матері та дитини в античних джерелах, якщо вони взагалі обговорюються, зосереджуються на описі її як ідеалізованої римської матрони. Римська матрона — це жінка, яка була сильною, доброчесною, та відданою політичному розвитку і просуванню своєї сім'ї:20. Марк Аврелій дає рідкісне уявлення про ніжні стосунки між матір'ю і сином у листі, в якому він описує свій день, проведений з мамою, коли вони грайливо сперечалися та пліткували. Сама відсутність поширених згадок матерів у літературі могло бути наслідком того, що багато дітей ніколи не знали своїх матерів, які часто помирали під час пологів. Було також так, що маленькі діти часто мали більше контакту з годувальницею, або вихователькою, ніж з матір'ю.

## Діти
Сім'я, що складалася з батька, матері та дітей, була основою давньоримської сімейної структури. Хоча матері народжували багато дітей, розмір римської сім'ї залишався відносно невеликим через високий рівень дитячої смертності. 25 % немовлят помирали протягом першого року життя, а ще 25 % не доживали до 10 років.:16 Такий високий рівень означав, що жінкам доводилося народжувати багато дітей. Хоча для пар, які не бажали мати дітей, доступними були контрацептиви й аборти:26–27.
Новонароджену дитину або приймав у сім'ю батько під час ритуалу tollere liberum, або ж батько піддавав дитину експозиції, часто без згоди матері:39. Покинуту дитину часто забирала і виховувала інша людина. Дитина вважалася немовлям до 7 років. У цей час хлопчиків починали навчати і вводили в суспільне життя:35–36. Дівчатка залишалися в домашньому господарстві, щоб здобути навички, які знадобляться їм як дружинам і матерям. Юридично дівчинка вважалася дитиною до 12 років, а хлопчик — до 14. Дівчат часто заручали у 12 років, а в 13 років віддавали в шлюб із чоловіком, якого обирав батько.:37 Чоловіки переходили у доросле життя під час церемонії «тога віріліс», коли вони отримували білу тогу, яку носили дорослі:67. Дитинство закінчувалося для жінок, коли вони вступали в шлюб, але вони все ще вважалися дітьми через їх слабшу структуру тіла порівняно з чоловіками:36.

### Годувальниці та вихователі
У домашньому господарстві немовлята та діти взаємодіяли зі слугами і домашніми рабами. У дитинстві немовлят часто годували і доглядали годувальниці, або нутрікси. Годувальницями користувалися сім'ї майже всіх соціальних рівнів і часто наймали їх, коли мати померла під час пологів, не могла виробляти молоко, чи хотіла швидко завагітніти знову або була хвора:26:41. Від няньки, окрім моральних якостей, очікувалося, що вона буде добре розмовляти, оскільки її тісна взаємодія з підопічними мала великий вплив на розвиток дитини.
Педагоги, або чоловіки-вихователі, були наставниками як для дітей чоловічої, так і жіночої статі:45. Вони могли бути підневільними або вільними і відповідали за навчання дітей належному етикету та життєвим навичкам:45. Педагоги також були вихователями та наставниками. Подібно до няньок, педагогів наймали сім'ї майже всіх соціальних класів.:48

### Усиновлення і піклування

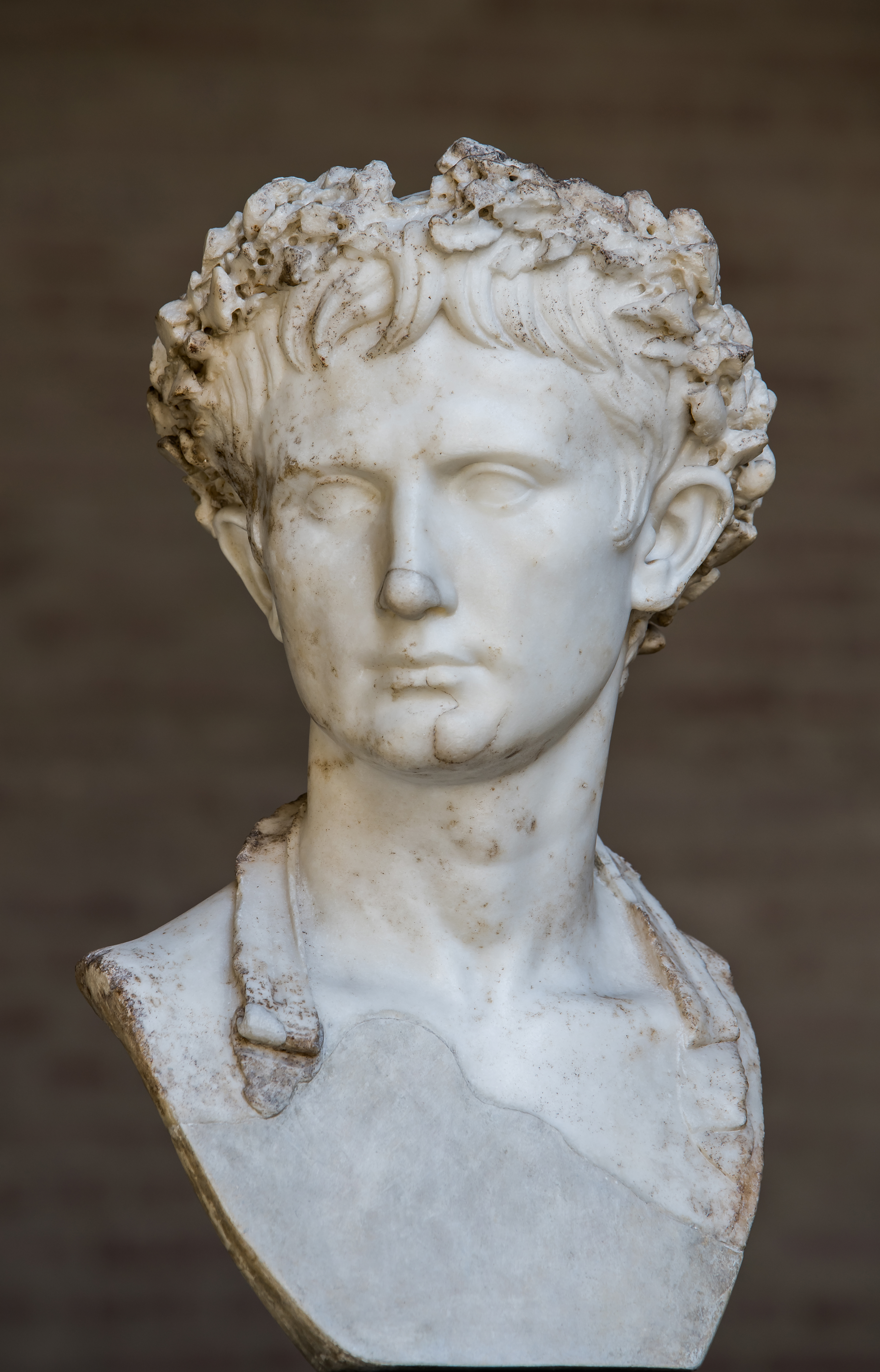
Октавіан Август найвідоміший. Можливо найвідоміший приклад усиновлення у Стародавньому Римі

Оскільки рівень дитячої смертності в Стародавньому Римі був дуже високим, багато батьків були змушені всиновлювати дітей. Це також було поширеним явищем, якщо батьки не могли мати дітей. Усиновлення зазвичай відбувалося через необхідність мати спадкоємців для продовження роду. Найчастіше всиновлювали племінника чи онука, якщо сама пара не мала сина. Це було особливо помітно серед римських імператорів. Юлій Цезар, наприклад, усиновив свого родича Гая Октавія (пізніше відомого як імператор Август), бо не мав синів, які могли б стати його наступниками. У деяких випадках господарі відпускали раба на волю, щоб офіційно прийняти його в сім'ю. Таким чином, раб міг отримати родинне ім'я і стати спадкоємцем.
Середня тривалість життя народжених в стародавньому Римі становила 27 років:16. Рання смерть жінок була поширеним явищем через небезпеку пологів, а чоловіки часто гинули на полі бою. Ті, хто доживали до літнього віку, очікували, що їхні діти піклуватимуться про них. У другому столітті н. е. були прийняті закони, згідно з якими син повинен був піклуватися про свого старого батька, але примусового зобов'язання не існувало:132. Діти піклувалися про своїх старих батьків через почуття обов'язку перед батьками та богами.:132

## Одруження
Початок нової римської сім'ї починався зі шлюбу. Римський шлюб був засобом забезпечити синів для Риму:24. Дівчат віддавали до шлюбу молодими, зазвичай з чоловіками набагато старшими за них. Ці дівчата в кінці підліткового віку, можливо, вже були одружені один раз:37. Шлюби організовували члени сім'ї, зазвичай батько, особливо у вищих класах, де шлюби створювали політичні союзи:38 . Шлюб, і навіть розлучення, не потребували державної ратифікації. Єдиною необхідністю була проста згода між обома сторонами. Шлюб для вищих класів складався з весільної процесії, під час якої жінку несли з її старого будинку до будинку її нового чоловіка у супроводі людей, які співали весільних пісень:94-40. Після одруження дружина ставала частиною сім'ї свого чоловіка і отримувала титул materfamilias, або «мати родини». Дружина мала такі ж майнові права, як і дочка, отже, не могла отримати майно чоловіка до його смерті. Ставши дружиною, жінка швидко ставала також матір'ю. Суспільство вчило жінок, що їхній найцінніший внесок у розвиток Риму — народити багато синів.

### Розлучення та повторний шлюб
Розлучення і повторні шлюби були поширеним явищем у римському суспільстві. Оскільки було укладено так багато шлюбів, пара не обов'язково очікувала романтики, але сподівалася жити в гармонії:44. Якщо шлюб не складався, розлучення можна було отримати так само легко, як і шлюб, оскільки держава не потребувала ратифікації. Однак перед розлученням зазвичай радилися з близькими родичами чи друзями. Подати заяву на розлучення могли як чоловік, так і дружина:443. Процедура розлучення зазвичай містила усну формулу, в якій сторони підтверджували припинення шлюбу:446. Батько міг змусити свою дитину розлучитися, використовуючи своє право patria potestas, навіть якщо шлюб був щасливим. Наприкінці республіки та на початку імперії періоду розлучення ставало все більш поширеним явищем у вищих класах, оскільки багато шлюбів були засновані на політиці:50. Якщо чоловік втрачав політичну прихильність, дружина могла розлучитися з ним, щоб захистити репутацію своєї родини:50. При розлученні родина дружини зазвичай просила чоловіка повернути певне майно. Це було можливим лише за умови, що дружина була невинною у вчиненні будь-якого правопорушення. Якщо ж чоловік розлучався з нею через перелюб або невиконання обов'язків по дому, дружина не могла вимагати повернення свого майна:441.
Повторні шлюби були наслідком не лише розлучень, але й високого рівня смертності у Стародавньому Римі. Чоловік міг одружитися вдруге, якщо його дружина померла під час пологів, дружина могла одружитися вдруге, якщо її чоловік загинув на війні, і кожен з них міг одружитися вдруге, якщо інший помер від хвороби, нещасного випадку або старості. Розлучення і повторний шлюб могли значно змінити структуру сім'ї, створюючи змішані сім'ї. До сім'ї часто додавалися зведені батьки та зведені брати і сестри. Коли чоловік одружувався вдруге, його діти жили в його новому домогосподарстві, а їхня мати, якщо вона була ще жива, рідко бачила їх знову.

### Подружня зрада
У стародавньому Римі як чоловіки, так і жінки мали романи поза сім'ями. Різниця полягала в тому, що для чоловіка було соціально прийнятним мати зв'язок з рабинею або жінкою нижчого класу:51. Для дружини ніколи не було прийнятним мати роман з будь-ким. Вона повинна була зберігати вірність своєму чоловікові, навіть якщо знала, що у нього була інтрига з кимось іншим:54. Хоча жінки мали романи, важко визначити, наскільки поширеною була ця практика. Єдиним винятком для чоловіка було те, що він не повинен був мати стосунків з іншою одруженою жінкою з вищого класу:54. Однак в період імперії для чоловіків стало більш поширеним явищем заводити романи з жінками з вищого класу. У деяких літературних джерелах Стародавнього Риму навіть давалися поради щодо найкращого місця для знайомства з коханкою. У поемі Овідія «Мистецтво кохання» він описує зустрічі з жінками в громадських місцях, таких як цирк або кінні перегони, щоб уникнути викриття . Оскільки подружні пари мали окремі спальні, чоловікові було легко завести коханку, але за жінкою пильно стежила прислуга, що робило романи в її будинку чоловіка майже неможливою:31. Якщо чоловік застав  дружину з коханцем, він мав законне право вбити перелюбника і негайно розлучитися з дружиною.

## Раби в сім'ях

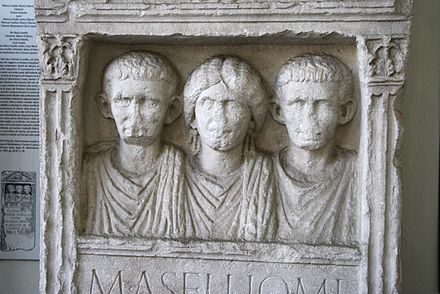
Похоронна стела для вільновідпущеника Марка Аселлія Клеменса, і його дружини та їх вільновідпущеника

Давньоримське визначення domus включало в себе всіх, хто жили в домогосподарстві, в тому числі і рабів. Раби були постійною присутністю в римській родині. Яскравим прикладом були годувальниці та виховательки, які доглядали і виховували дітей. Римські сім'ї вищого класу часто відводили місце для своїх рабів на сімейному кладовищі, а в обмін на це раби забезпечували своєму господареві належні обряди поховання після його смерті. Також було поширеним явищем, коли рабів відпускали на волю їхні господарі, і вони ставали його залежними як вільновідпущеники. Звільнення раба залежало від господаря. Хоча багато з них були вільними, вони продовжували працювати на попереднього господаря. Звільнившись, раби брали ім'я свого господаря, тим самим продовжуючи сімейне ім'я. Беручи ім'я свого господаря, вільновідпущеники вважалися частиною familia, не тільки domus. Як і раби, вільновідпущеники та вільновідпущениці разом зі своїми сім'ями отримували місце для поховання разом з familia:216.